# Hoffmann Mária
Rédey Tivadarné Hoffmann Mária, Rédey Mária (Pozsony, 1885. február 25. – Budapest, 1949. március 20.) irodalomtörténész, műfordító, író, múzeumi könyvtárnok. Hoffmann Edith nővére.

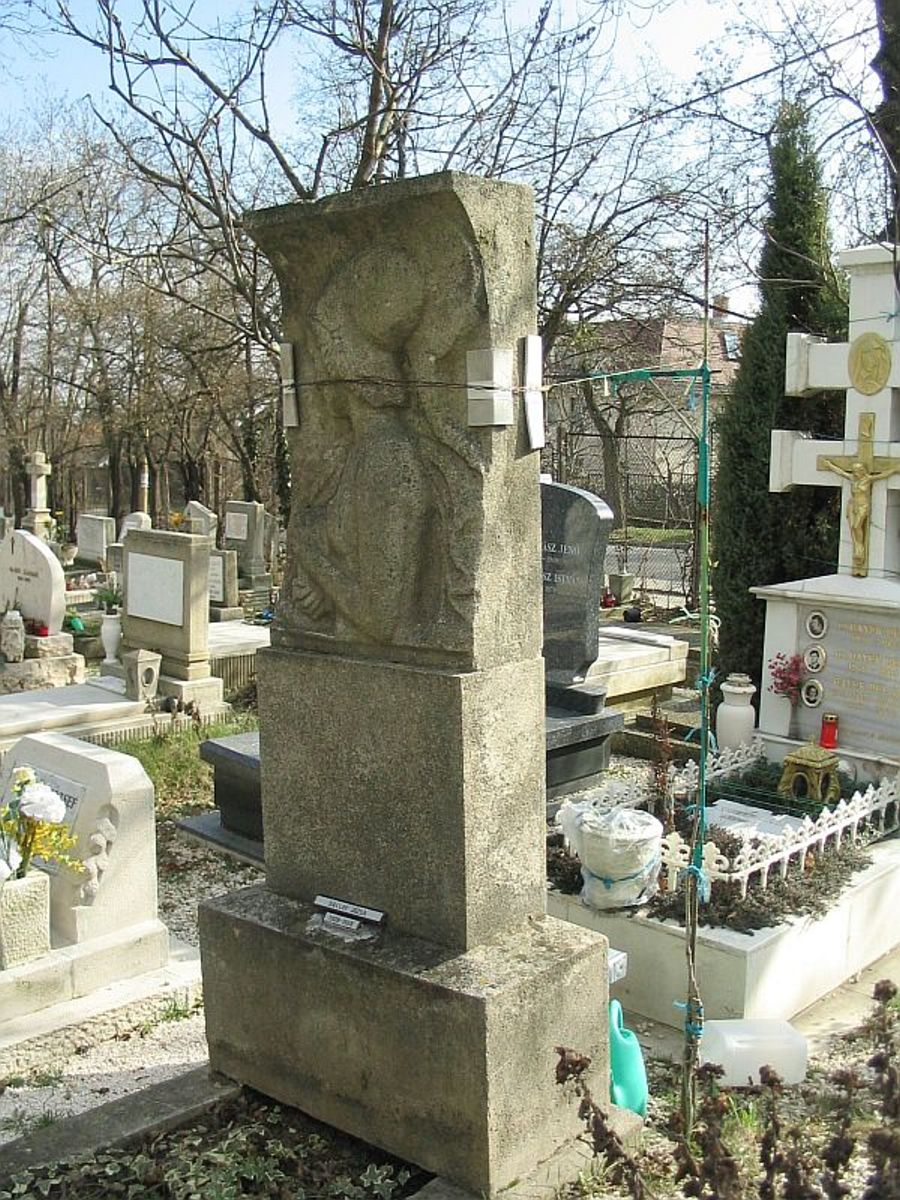
Sírja a Farkasréti temetőben (Hv24-4-14). Alkotó: Beck Ö. Fülöp

## Életútja
Hoffmann Frigyes és Engel Alojzia Mária leányaként született. A budapesti tudományegyetemen szerezte diplomáját irodalom szakon Riedl Frigyesnél. Dolgozott a Széchényi Könyvtárban, 1911 és 1934 között a kézirattárban található levelezések feldolgozását végezte. 1914-ben fizetéstelen segédőr, 1916-ban fizetéses segédőr, 1919. január 1-től múzeumi őr lett. 1923 februárjától könyvtárnok. 1934 júniusában vonult nyugdíjba. Levelek és még akkor kiadatlan naplók alapján írt életrajzi regényt a fiatal Jászai Mariról. Halálát heveny szívbénulás, érelmeszesedés okozta.

## Művei
- Riedl Frigyesről (Bp., 1923)
- Irodalmi levelestár, 1923 (Váczy Jánossal)
- Kassainé ifjasszony (Jászai Mari és Kassai Vidor szerelmi regénye). Budapest, 1935